# 阿尔比恩·伍德伯里·斯莫尔
阿尔比恩·伍德伯里·斯莫尔（Albion Woodbury Small，1854年5月11日—1926年3月24日），美国社会学家，现代社会学奠基者。于1892年，在芝加哥大学成立了美国第一个独立的社会学系。在他的影响下，社会学成为美国学术研究的领域之一。

## 生平
阿尔比恩·伍德伯里·斯莫尔出生于缅因州的巴克菲尔德。他最初居住在缅因州的班戈，然后在就读于波特兰的两个地方公立学校。
斯莫尔从1872年到1876年毕业就读于科尔比大学，也就是现在的科尔比学院。在1876年到1879年间，他在安多弗牛顿神学院学习神学。从1879年到1881年他在莱比锡大学和柏林大学学习德国历史、社会经济学和政治学。留德期间，他在1881年6月与Valeria von Massow成婚，并育有一子。
从1888年到1889年，他在位于马里兰州巴尔的摩的约翰·霍普金斯大学学习历史，并于1889年完成了博士论文（Beginnings of American Nationality），同时继续在科尔比大学任教。从1889年到1892年，他担任了科尔比的第十任总统。
1892年，他创立了芝加哥大学的第一个社会学系，并主持该部门超过30年。1894年，他与乔治·埃德加·文森特合作出版了社会学教科书：《社会研究导论》。1895年，他创立了美国社会学杂志。 从1905年到1925年，他担任芝加哥大学艺术与文学研究生院的院长。

## 对社会学的影响
斯莫尔可以说是社会学领域的许多“第一”。1892年，他帮助在芝加哥大学创建了社会科学系，这是美国有史以来的首个社会学系。 然后在1894年，他与同事 乔治·埃德加·文森特一起编写了第一本社会学教科书，名为《社会研究导论（An Introduction to the Study of Society）》。最后，他于1895年创办了美国第一本社会学杂志：《美国社会学杂志（American Journal of Sociology）》。

## 著作
- 《社会研究导论（An Introduction to the Study of Society）》（1894）
- 《General Sociology》（1905）
- 《亚当·斯密和现代社会学（Adam Smith and Modern Sociology）》（1907）
- 《The Cameralists》（1909）
- 《社会科学的意义The Meaning of the Social Sciences）》（1910）
- 《Between Eras: From Capitalism to Democracy》（1913）

## 拓展阅读
- Morrione, Thomas J. . University of New Hampshire. 1967. OCLC 6381217.